# Mateusz Kantakuzen
Mateusz Kantakuzen (gr. Ματθαίος Ασάνης Καντακουζηνός, Matthaios Asanēs Kantakouzēnos) (ur. ok. 1325, zm. prawdopodobnie w czerwcu 1383) – cesarz bizantyjski od 1353 do 1357, despota Morei w latach 1380-1383, syn Jana VI Kantakuzena.

## U boku ojca
Mateusz był najstarszym synem możnowładcy Jana Kantakuzena i jego żony Ireny pochodzącej z wpływowego rodu Asanów. Przyszedł na świat około 1325, gdy jego ojciec obejmował urząd megadomestyka nadany mu przez współcesarza Andronika III. W 1341 po śmierci Andronika III doszło do walki o regencję nad małoletnim cesarzem Janem V pomiędzy Janem Kantakuzenem a przeciwną mu grupą skupioną wokół cesarzowej wdowy Anny Sabaudzkiej. Mateusz wziął udział w tych walkach dowodząc oddziałami ojca.
Przeciwnikom Kantakuzenów udało się przejąć władzę w Konstantynopolu i wywołać powstanie ludowe w Tracji, które zmusiło Jana Kantakuzena do przekroczenia na czele dwóch tysięcy wiernych mu ludzi granicy serbskiej. W 1342 opowiedziały się za nim Tesalia i Epir i od końca tego roku zaczął przy pomocy tureckiej odzyskiwać miasta w Tracji. W tym czasie Mateusz był jego głównym współpracownikiem i faktycznym zastępcą. 

## Zarządca w Tracji
W lutym 1347 Jan Kantakuzen zdobył Konstantynopol, w maju został koronowany na cesarza. Jan V został odsunięty od władzy i ożeniony z córką Kanatakzuena. Aby sprawniej zarządzać terytorium państwa, Jan VI Kantakuzen podzielił władzę nad poszczególnymi jego częściami między członków swej rodziny. Mateuszowi wydzielił, jeszcze w 1347, niezależne księstwo w Tracji zachodniej, od Didymotyki do Chrystopola, przy ówczesnej granicy serbskiej. Młodszemu Manuelowi przekazał władzę nad Moreą.
Tymczasem Jan V Paleolog, doszedłszy do pełnoletniości (1350), podjął zabiegi o odzyskanie władzy, której go pozbawiono. Kantakuzen, próbując zapobiec konfliktowi, zręcznym manewrem przekazał mu terytorium w Rodopach zarządzane dotąd przez syna Mateusza, któremu z kolei wydzielił większe księstwo wokół Adrianopola. Porozumienie nie było jednak trwałe. Jesienią 1352 Paleolog, zaopatrzony w pieniądze weneckie, na czele niewielkiej armii najechał terytorium Mateusza Kantakuzena. Bez oporu dotarł do Adrianopola, który otwarł przed nim, jako prawowitym cesarzem, swoje bramy. Mateusz zamknął się w cytadeli miejskiej. Jan Kantakuzen przybył na odsiecz z oddziałami tureckimi i opanował sytuację. Miasta, które przeszły na stronę Jana V, zostały wydane na łup Turkom.
Paleolog wezwał wówczas na pomoc Serbów i Bułgarów. Od Stefana Duszana, któremu wysłał jako zakładnika swego brata, despotę Michała, otrzymał czterotysięczny oddział jazdy. Kantakuzena wsparł wówczas sułtan osmański Orchan dziesięciotysięcznym wojskiem, dowodzonym przez jego syna Sulejmana. Przeważające siły tureckie zadecydowały o zwycięstwie. Serbowie i Jan V ponieśli druzgocącą klęskę. Bułgarzy wycofali się na wieść o zbliżaniu się Turków.

## Cesarz

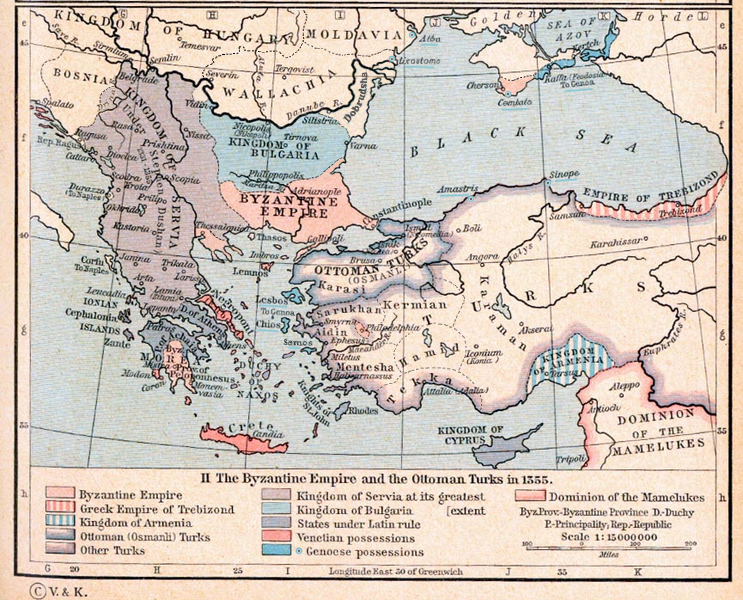
Cesarstwo Bizantyńskie w 1355 r.

Po tym zwycięstwie Kantakuzen, przestrzegający dotąd zasad legitymizmu, zdecydował się wzmocnić pozycję swego domu i usunąć prawowitego władcę. 15 kwietnia 1353 proklamował współcesarzem i swoim następcą swego syna Mateusza. Zakazał też wymieniania imienia Jana V w liturgii i w aklamacjach podczas oficjalnych uroczystości. Protestujący patriarcha Kalist został przez sobór złożony z urzędu. Jego miejsce zajął Filoteusz, który w lutym 1354 koronował w kościele blacherneńskim młodego cesarza.
W marcu 1354 po potężnym trzęsieniu ziemi w rejonie Galipolu, które wypłoszyło stąd Bizantyńczyków, Galipoli zajął syn Orchana, Sulejman. Jan Kantakuzen bezskutecznie próbował, powołując się na przyjaźń łączącą go z Orchanem, odkupić zajęte miasto za wysoką cenę. W Konstantynopolu ludność ogarnęła panika. Doskonale zdawano sobie bowiem sprawę, że stolica jest odtąd bezpośrednio zagrożona przez Turków. Upadek Jana VI był nieunikniony.
Jan V porozumiał się w tym czasie z Genueńczykami. Korsarz genueński Francesco Gattilusio w zamian za przyrzeczenie ręki siostry cesarza Marii i największej wyspy, jaka pozostała Cesarstwu - Lesbos, zobowiązał się na swoich dwóch galerach przetransportować cesarza do portu w Konstantynopolu. W listopadzie 1354 spiskowcy wylądowali w stolicy. 4 grudnia Jan Kantakuzen abdykował i wstąpił do klasztoru w Konstantynopolu.
Mateusz utrzymał się w zachodniej Tracji. Jan V i Mateusz spotkali się w Tracji i uznali swoje tytuły cesarskie. Ponieważ terytorium Cesarstwa było już zbyt szczupłe dla dwóch cesarzy, uzgodniono więc, że Mateusz przekaże Trację Janowi, a sam obejmie Moreę. Na rozwiązanie takie nie wyraził jednak zgody, brat Mateusza, Manuel, który od kilku lat z powodzeniem rządził Moreą. Rozważano wobec tego, że Mateusz mógłby objąć władzę nad Lemnos do czasu, gdy Manuel zwolni stanowisko zarządcy Morei. Przeciwko kandydaturze Mateusza wypowiedział się jednak garnizon na Lemnos. Gdy ponadto na życie Mateusza został zawiązany spisek pertraktacje utknęły w martwym punkcie. 
W 1356 Mateusz, przy pomocy pięciu tysięcy Turków, zaatakował znajdujący się w rękach serbskich rejon miasta Seres, próbując odbudować swoje dawne apanaże wzdłuż granicy bizantyńsko-serbskiej. Nie udało mu się zdobyć Seres. Pod koniec 1356 lub na początku 1357 został pokonany przez wojska serbskie dowodzone przez władającego Dramą wojewodę Vojina. Schwytany przez Serbów Mateusz został, po zapłaceniu wysokiego okupu, wydany w ręce Jana V. Ten uwięził go na Lesbos. Pod koniec 1357 Mateusz został przewieziony na wyspę Epitabai na morzu Marmara, do zamku wzniesionego przez Aleksego Apokauka, gdzie zaproponowano mu, by zrzekł się tytułu cesarskiego i przyjął status zwykłego obywatela cesarstwa. Mateusz początkowo odrzucił propozycję, twierdząc, że woli całe życie spędzić w więzieniu niż zrzec się tytułu. W grudniu 1357 na Epitabai przypłynął ojciec Mateusza, mnich Joazaf. Pod wpływem perswazji ojca i matki Mateusz ustąpił - przyrzekł posłuszeństwo Janowi V i zrzekł się wszelkich pretensji do tronu.

## W Morei
Po abdykacji Mateusz zamieszkał w Konstantynopolu. W 1361 – podczas epidemii, która wybuchła w stolicy – udał się wraz z ojcem na Peloponez, do Mistry. Na miejscu zaproponowano mu objęcie stanowiska despoty, piastowanego przez jego brata Manuela. Ostatecznie jednak Mateusz zajął się działalnością naukową: pisaniem traktatów filozoficznych i komentarzy do Pisma Świętego. Po śmierci Manuela w kwietniu 1380 objął stanowisko despoty i władzę nad Moreą do czasu pojawienia się sukcesora. W grudniu 1382 przekazał ją Teodorowi Paleologowi.

## Rodzina
Pod koniec 1340 lub na początku 1341 Mateusz poślubił w Tesalonice Irenę Paleolog, córkę despoty Demetriosa Angelo-Dukasa Paleologa. Z małżeństwa tego przyszło na świat pięcioro dzieci:
- Jan (ok. 1342 – po 1380) – w 1356 despota, od 1361 na Peloponezie
- Demetriusz (1343/1344–1383/1384) – w 1356 sebastokrator, od 1361 na Peloponezie, w 1383 podniósł bunt przeciw Teodorowi Paleologowi.
- Teodora (zm. w 1360 lub później) – prawdopodobnie mniszka w klasztorze św. Marty.
- Helena (zm. po 1394) – po 1361 wyszła za Luisa Fadrique. W latach 1382–1394 regentka Salony w imieniu małoletniej córki. Zginęła po zdobyciu Salony przez Turków.
- Maria – przed 1365 wyszła za Jana Laskarysa Kalopherosa[1].